# 670
Évszázadok: 6. század – 7. század – 8. század
Évtizedek: 620-as évek – 630-as évek – 640-es évek – 650-es évek – 660-as évek – 670-es évek – 680-as évek – 690-es évek – 700-as évek – 710-es évek – 720-as évek
Évek: 665 – 666 – 667 – 668 –  669 – 670 – 671 – 672 – 673 – 674 – 675

## Események

### Európa
- Az 58 éves Oswiu northumbriai király római zarándoklatot tervez, de februárban megbetegszik és meghal. Koronáját idősebbik fia, Ecgfrith (a vazallus Deira addigi uralkodója) örökli, Deira pedig kisebbik fiára, Ælfwine-re száll.

### Omajjád Kalifátus
- Ukba ibn Náfi vezetésével tízezres arab sereg támad Egyiptomból a bizánci Afrikai Exarchátusra és megalapítják a mai Kairuánt a további hódítások bázisaként. Ukba megalapítja a kairuáni nagymecsetet.
- A muszlim flotta Fadála ibn Ubajd vezetésével elfoglalja a Márvány-tenger déli bejáratánál fekvő Küzikoszt és ott telel.
- Mérgezés következtében meghal Hasszán, Ali kalifa fia, aki korábban rövid ideig maga is kalifa volt, majd lemondott Muávija javára.

### Kelet-Ázsia
- A tibetiek Gar Trinring Cendro főminiszter vezetésével elfoglalják a volt Tujühun királyság maradékát (egy részét már évek óta megszállva tartották), valamint a Tarim-medencében azt a 18 prefektúrát, amelyet Kína korábban annektált. Kao-cung császár Hszüe Zsen-kuj vezetésével százezres sereget küld ellenük, de a tibetiek a kínai hadvezetés széthúzását kihasználva döntő vereséget mérnek rájuk.
- A kínaiak által megszállt koreai Kogurjóban ellenállási mozgalom szerveződik. Kom Modzsam volt kogurjói hadvezér királlyá kiáltja ki Podzsang kínai bábkirály törvénytelen fiát, Anszongot. Anszongot a korábbi rivális állam, Silla is elismeri, mert kezd aggódni a nyomasztó kínai szomszédság miatt.
- Japánban egy villámcsapás miatt leég a Hórjú-dzsi buddhista templom. Az újjáépített templom (az időszakos javításoktól eltekintve) ma a világ legrégebbi faépületének számít.

## Születések
- Corbinian, frank püspök
- Wihtred, kenti király

## Halálozások
- február 15. - Oswiu, northumbriai király
- Hasszán, kalifa
- Szent Fiacrius, ír remete
- Audomar, frank püspök
- Theodard, frank püspök

## Fordítás
- Ez a szócikk részben vagy egészben  a(z)   670 című angol Wikipédia-szócikk ezen változatának fordításán alapul.  Az eredeti cikk szerkesztőit annak laptörténete sorolja fel. Ez a jelzés csupán a megfogalmazás eredetét és a szerzői jogokat jelzi, nem szolgál a cikkben szereplő információk forrásmegjelöléseként.